# Фот
Фот (позначення: ф, англ. phot, ph) — одиниця вимірювання освітленості у системі СГС. Застаріла, фактично ніде не використовується.
1 фот — освітленість поверхні площею 1 см² за світлового потоку випромінювання, що падає на неї, рівного 1 лм. Аналогічна одиниця вимірювання світності називається радфот.
Еквівалент в системі SI: 1 ф = 1 лм/см² = 104 лм/м² = 104 лк = 10 клк.
Метрична розмірність: освітленість = сила світла · тілесний кут · довжина−2